# Formica dolosa
Formica dolosa es una especie de hormiga del género Formica, familia Formicidae. Fue descrita científicamente por Buren en 1944.
Se distribuye por los Estados Unidos. Se ha encontrado a elevaciones de hasta 2134 metros. Vive en microhábitats como rocas, piedras, hojarasca y ramas en el suelo.